# Poké lopte
Poké lopte (japanski Monsutābōru モンスターボール ) ime je za okrugle naprave koje služe pokémon trenerima za hvatanje novih pokemona ili za spremanje onih koji nisu trenutno potrebni.  Poké lopte su također simbol koji predstavlja franšizu Pokémon i često se nalazi na proizvodima koje se povezuju s Pokémonom.

## Osnovni podaci
Poké lopta je malo kuglasto tijelo (veličina golf lopte) koja se može spremiti u džep s mogućnosti povećanja do veličine oveće teniske lopte pritiskom na tipku koja se nalazi na sredini polutke lopte. Unutrašnjost Poké lopte je presvučena srebrnastom tvari te izgleda kao ogledalo. Dizajn Poké lopti je navodno takav da pruža najveći komfor Pokemonu koji se unutra nalazi, koristeći holografsku ili virtualnu tehnologiju. Osnova rada Poké lopti do sada nije detaljno objašnjena ni u jednoj mangi, animeu ili videoigri. Bez obzira na svoje male dimenzije, mogu spremiti sve do sada poznate Pokemone (najviši Pokemon do sada je 12.19 m, a najteži je 909 kg). Težina svake Poké lopte je ista, bez obzira je li prazna ili sadrži Pokemona. 
Dok je većina Pokemona spremna čuvati se unutar Poké lopte, neke Pokemone nije moguće držati u Poké lopti ili ne vole tamo boraviti, kao na primjer Ashov Pikachu. Podaci o Pokemonima koji se ne vole držati u Poké lopti nalaze se u Pokédexu.

## Vrste Poké lopti
U Pokemon igrama i animiranoj seriji je predstavljen čitav niz Poké lopti.
- Poké lopta (Poké Ball)  je osnovni oblik naprave, te prvi na kojeg igrač nailazi
- Dobra lopta (Great Ball) je bolja i kvalitetnija inačica osnovne, te omogućava veću šansu za hvatanje Pokemona
- Ultra Lopta (Ultra Ball) je najnaprednija inačica osnovne Poké lopte
- Luksuzna Lopta (Luxury Ball) je lopta koja pruža Pokemonu posebno udoban smještaj, te uzrokuje da Sreća tog Pokemona raste brže
- Sumračna Lopta (Dusk Ball) djeluje posebno dobro na Pokemonima Mračnog tipa, u špiljama, ili tijekom noći
- Lopta Mreža (Net Ball) djeluje posebno dobro na Vodenim i Pokemonima Kukcima
- Lopta Ponavljanja (Repeat Ball) djeluje posebno dobro na Pokemonima koji su već zabilježeni u Pokédexu.

## Uporaba
Dovoljno je da trener baci Poké loptu na Pokemona kojeg želi uhvatiti, no uspjeh ovisi o snazi Pokemona, to jest, je li ga i koliko trener prethodno oslabio. Prilikom slanja već uhvaćenog Pokemona u borbu, primjetno je da Poké lopta postane veća, prije nego što bude bačena.